# Circondario dell'Emsland
Il circondario dell'Emsland o circondario del Paese dell'Ems (targa EL) è un circondario (Landkreis) della Bassa Sassonia, in Germania.
Comprende 6 città e 54 comuni. Il capoluogo è Meppen, il centro maggiore Lingen (Ems).

## Geografia antropica

Comuni del circondario

Il circondario dell'Emsland si compone di 5 città, 5 comuni e 9 comunità amministrative, che raggruppano complessivamente 1 città e 49 comuni.
Tra parentesi i dati della popolazione al 31 dicembre 2021.

### Città
1. Haren (Ems) (24 137)
2. Haselünne (13 196)
3. Lingen (Ems) (grande città indipendente) (55 599)
4. Meppen (comune indipendente) (35 415)
5. Papenburg (comune indipendente) (37 885)

### Comuni
1. Emsbüren (10 338)
2. Geeste (11 731)
3. Rhede (4 398)
4. Salzbergen (7 806)
5. Twist (9 554)

### Comunità amministrative (Samtgemeinde)
- Samtgemeinde Dörpen, con i comuni:

1. Dersum (1 484)
2. Dörpen * (5 522)
3. Heede (2 573)
4. Kluse (1 759)
5. Lehe (970)
6. Neubörger (1 557)
7. Neulehe (817)
8. Walchum (1 650)
9. Wippingen (984)

- Samtgemeinde Freren, con i comuni:

1. Andervenne (905)
2. Beesten (1 661)
3. Freren (città) (5 136)
4. Messingen (1 061)
5. Thuine (1 848)

- Samtgemeinde Herzlake, con i comuni:

1. Dohren (1 169)
2. Herzlake (4 755)
3. Lähden (4 791)

- Samtgemeinde Lathen, con i comuni:

1. Fresenburg (941)
2. Lathen * (6 902)
3. Niederlangen (1 353)
4. Oberlangen (1 002)
5. Renkenberge (685)
6. Sustrum (1 374)

- Samtgemeinde Lengerich, con i comuni:

1. Bawinkel (2 593)
2. Gersten (1 212)
3. Handrup (801)
4. Langen (1 462)
5. Lengerich (2 785)
6. Wettrup (532)

- Samtgemeinde Nordhümmling, con i comuni:

1. Bockhorst (979)
2. Breddenberg (827)
3. Esterwegen * (5 401)
4. Hilkenbrook (783)
5. Surwold (4 280)

- Samtgemeinde Sögel, con i comuni:

1. Börger (2 856)
2. Groß Berßen (689)
3. Hüven (550)
4. Klein Berßen (1 167)
5. Sögel * (8 210)
6. Spahnharrenstätte (1 557)
7. Stavern (1 030)
8. Werpeloh (1 106)

- Samtgemeinde Spelle, con i comuni:

1. Lünne (2 031)
2. Schapen (2 455)
3. Spelle * (9 931)

- Samtgemeinde Werlte, con i comuni:

1. Lahn (864)
2. Lorup (3 201)
3. Rastdorf (1 048)
4. Vrees (1 830)
5. Werlte (città) (10 259)